# Klara Zamenhof

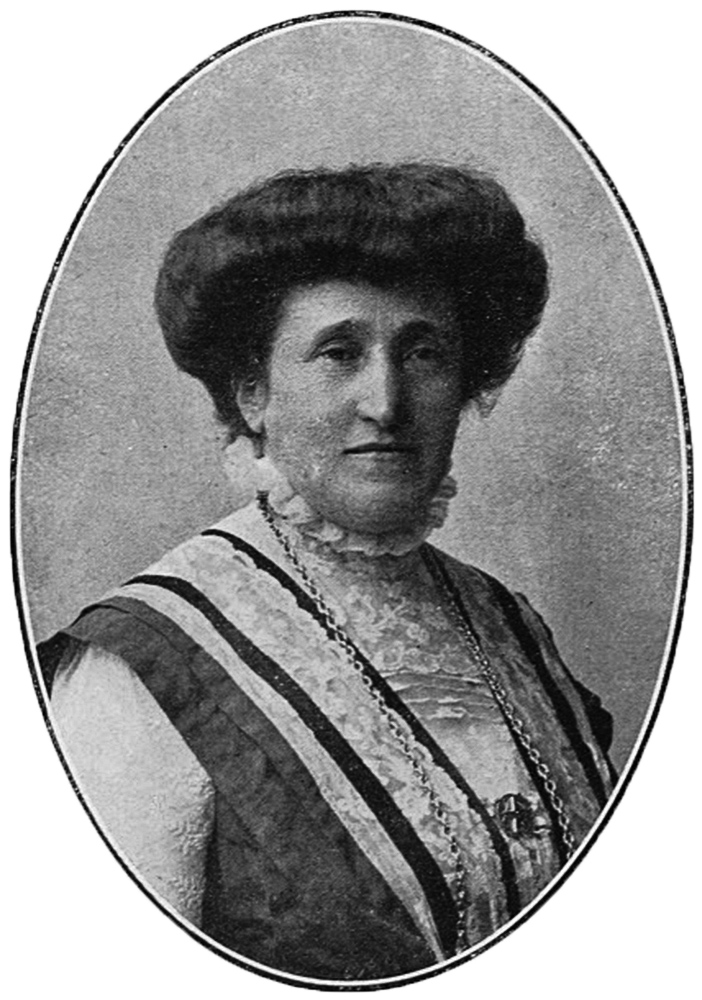
Klara Zamenhof (ca. 1909)

Klara Alexandrowna Zamenhof, geboren Klara Silbernik, (russisch Клара Александровна Заменгоф, Geburtsname russisch Клара Зильберник; * 23. Septemberjul. / 5. Oktober 1863greg. in Kaunas; † 6. Dezember 1924 in Warschau) war eine russische Gründungsesperantistin.

## Leben
Klara Silbernik war die Tochter des Seifenfabrikbesitzers Alexander (Sender Leibowitsch) Silbernik. 1886 lernte sie den Augenarzt Ludwik Lejzer Zamenhof kennen, den sie 1887 heiratete.
Zamenhof wollte wie ihr Mann das Esperanto als internationale Sprache erschaffen. Ihre Mitgift von 10.000 Rubel gab sie für die Veröffentlichung des ersten Esperanto-Lehrbuchs Unua Libro 1887. Sie war die ständige Assistentin und Sekretärin ihres Mannes. Nach dem Tode ihres Mannes 1917 arbeitete sie weiter für die weltweite Verbreitung des Esperanto. 1921 initiierte sie die Gründung der Warschauer Esperantistengesellschaft Konkordo. Seit dem ersten Esperanto-Weltkongress 1905 nahm sie an den jährlichen Esperanto-Weltkongressen teil.
Zamenhof hatte drei Kinder: Adam (1888–1940, Augenarzt, erschossen in AB-Aktion in Palmiry bei Warschau), Sofija (1889–1942, Kinderärztin, Treblinka) und Lidija (1904–1942, Rechtsanwältin, Treblinka).
Zamenhofs Bruder war der Arzt Konstantin (Kadysch) Alexandrowitsch Silbernik (1853 oder 1855–1920).